# Walter Kupper
Walter Kupper (* 25 de noviembre de 1874 en Wiesendangen; † 13 de diciembre de 1953 en Zúrich) fue botánico un suizo, que trabajó en Alemania. Sus especialidades son los cactus, los helechos y musgos.

## Vida
Kupper terminó su doctorado en 1906 en la Universidad de Múnich con la obra Sobre la formación de brotes de hojas de helecho. De 1908 a 1940 trabajó en los jardines botánicos de Múnich desde 1908 como comisario, conservador en 1916, y desde 1920 como conservador jefe. En 1937 fue ascendido a jefe de departamento, en 1928 le fue concedido el título de profesor. De 1931 a 1932 viajó a Costa Rica para recoger helechos y musgos. Murió en 1953 en Suiza.
- La abreviatura «Kupper» se emplea para indicar a Walter Kupper como autoridad en la descripción y clasificación científica de los vegetales.[2]

## Obras
- Über Knospenbildung an Farnblättern. G. Fischer, Jena 1906.
- Das Kakteenbuch. (Mit einem Vorwort von Camillo Schneider). Verlag der Gartenschönheit, Berlin-Westend 1928.
- (mit Walter Linsenmaier) Orchideen. Silva-Bilderdienst, Zürich 1952.
- (mit Pia Roshardt) Kakteen. Silva-Bilderdienst, Zürich 1954.